# Piero Scaruffi
Piero Scaruffi (Trivero, 26 aprile 1955) è un informatico, saggista e critico musicale italiano naturalizzato statunitense.

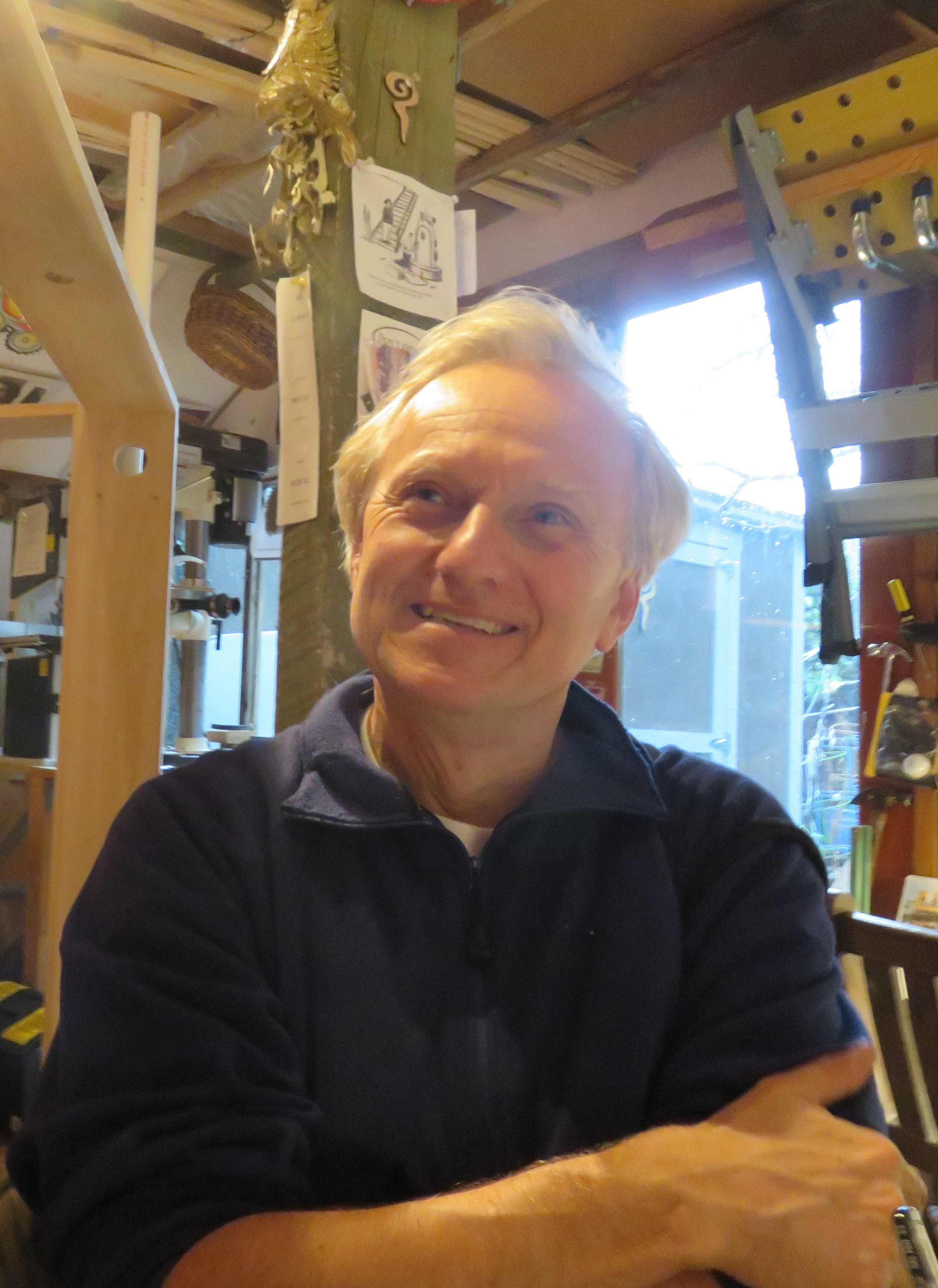
Scaruffi nel 2016

Svolge le professioni di giornalista freelance, storico della musica, del cinema e poeta. Ha scritto inoltre saggi divulgativi sulle scienze cognitive. Negli anni 2000, anche grazie alla risonanza mondiale del suo sito e della sua attività, Scaruffi inizia a scrivere saggi in inglese, auto-pubblicando su iUniverse. A History of Rock Music 1951-2000 (2003, rivista e ampliata nel 2008), A History of Jazz Music 1900-2000 (2007) e A History of Popular Music before Rock Music (2007), tutto anche auto-pubblicato tramite la sua azienda, "Omniware". La maggior parte del materiale è stato successivamente pubblicato a stampa in italiano da Arcana editrice.

## Biografia

### I primi anni di carriera: dalla Olivetti alla e-zineMusica
Piero Scaruffi nasce a Trivero, allora provincia di Vercelli, nel 1955. Dopo essersi laureato in Matematica con indirizzo in Fisica Teorica all'Università degli Studi di Torino e aver lavorato in ambito informatico, nel 1983 si trasferisce in California, dove lavora come ricercatore presso il Centro di Intelligenza Artificiale dell'Olivetti a Cupertino.
Nel 1983 inizia a spedire mail periodiche con articoli e recensioni musicali, alcune delle quali accumulate e digitalizzate negli anni precedenti. La rete, allora appena trasformatasi da ARPANET ad internet, aveva ancora scarsità di accesso e la diffusione di questo prototipo di e-zine si limitava ad una quindicina di persone. Soltanto molto più tardi, nel 1992 la e-zine, distribuita in italiano ed inglese, fu battezzata "Musica". Grazie al suo lavoro alla Olivetti ed alla facilità di accesso al mondo telematico che questo comportava, creò nella seconda metà degli anni ottanta un database di testi musicali sul server Olivea scaricabile via FTP.
Nel 1984 inizia a frequentare l'Università di Harvard in veste di visiting scholar, cura la rubrica "Qui Silicon Valley" per la rivista italiana ZeroUno e pubblica il suo primo libro: L'intelligenza artificiale (Muzzio, 1987).
Nella seconda metà degli anni '80 Scaruffi inizia a scrivere per alcune riviste e fanzine musicali statunitensi, tra cui Option.
Nel 1991 pubblica per la casa editrice pugliese Il Salice, la sua prima opera di sillogi poetiche dal titolo L'Ultimo.

### Gli anni '90 e la critica musicale: DaStoria della musicaa scaruffi.com
Dopo la chiusura del centro di Cupertino a metà degli anni novanta Scaruffi si dedica da un lato alla consulenza informatica con la sua Omniware, dall'altro all'insegnamento e alla ricerca universitaria, alla Stanford University (1995-1996) e a Berkeley (dal 1997 al 2004).
Intanto, nel 1988 aveva conosciuto Riccardo Bertoncelli, critico musicale e responsabile editoriale della Arcana editore, che lo aveva introdotto nella casa editrice permettendogli di pubblicare i 6 volumi Storia del rock tra il 1989 e il 1997. Questa vasta opera editoriale, in cui confluirono molti dei testi scritti precedentemente per la e-zine degli anni '80 e per le riviste a cui aveva precedentemente collaborato, generò negli anni a venire numerose polemiche per le stroncature di artisti acclamati come Elvis Presley, Beach Boys, David Bowie, Radiohead, Queen, U2, e persino i Beatles in una scheda così famosa da essere diventata un internet meme. Grande importanza veniva invece attribuita ad artisti come Captain Beefheart, Robert Wyatt, Red Crayola, Faust, Tim Buckley, Pere Ubu e Foetus che seppur molto meno conosciuti, vengono qui ritenuti precursori di grande rilevanza.
Nel 1995 Piero Scaruffi dà vita al suo sito internet www.scaruffi.com, nel quale raccoglie i materiali scritti negli anni precedenti e riguardanti gli argomenti più disparati. Oltre alle recensioni di dischi ed alle schede di autori e musicisti di musica rock, jazz, classica e contemporanea, vi sono sezioni dedicate al Cinema, ai suoi viaggi in 130 paesi nel mondo, alla Politica, alla Storia, all'Arte, alla Filosofia ed alla Scienza. Più tardi aprirà poi un sito totalmente dedicato alle Scienze cognitive chiamato www.thymos.com. Questo sterminato database precorre di diversi anni fenomeni quali i blog, l'editoria telematica e il giornalismo cognitivo. Il sito è oggi considerato uno dei più longevi siti italiani ed il primo ad avere come dominio il nome del suo autore; la veste grafica non è mai cambiata nel tempo, mantenendo volutamente una struttura scarna, leggera e facilmente consultabile.
Nel 1996 pubblica per Feltrinelli un saggio sui costumi della società americana dal titolo Il terzo secolo. Almanacco della società americana alla fine del millennio. Il libro scritto per voci come un dizionario, fotografa fenomeni sociali e personaggi della contemporaneità americana a tre secoli dalla sua nascita.
Sempre nello stesso anno pubblica anche Enciclopedia della musica New Age Elettronica, ambientale, pan-etnica,su Arcana, dedicandosi sul fenomeno musicale di nicchia ma molto in voga tra inizio anni 80 metà anni 90  New age (musica) Ambient Elettronica con accenni e World   Music e alla Fusion.
Nel 1998 pubblica la sua seconda raccolta di sillogi con Piero Lacaita Editore dal titolo Dialogo degli Amanti.

### Gli anni 2000
Negli anni 2000 inizia a scrivere in inglese, pubblicando A History of Rock Music 1951-2000 (2003, rivista e ampliata nel 2008), A History of Jazz Music 1900-2000 (2007) e A History of Popular Music before Rock Music (2007).
Tra il 2000 e il 2003 è stato uno dei direttori della rivista d'arte Leonardo.
Nel 2003 pubblica Thinking about Thought: A Primer on the New Science of Mind.
Attualmente vive e lavora in California, nella San Francisco Bay Area.

## Critico musicale
La sua impostazione critica è stata influenzata da alcune teorie marxiste molto diffuse nell'Italia degli anni '70, riscontrabili peraltro in altri autori della sua generazione (tra cui Riccardo Bertoncelli, apertamente citato da Scaruffi tra i suoi riferimenti).

## Accoglienza e critiche
Appunti critici a Piero Scaruffi sono stati rivolti da Federico Guglielmi ed Eddy Cilìa. Se il primo considera la pubblicazione dei volumi Storia del rock da parte di Arcana editore come "una delle poche, pochissime macchie nella carriera di responsabile editoriale di Riccardo Bertoncelli", contemporaneamente sostiene le tesi del secondo, che in un articolo comparso nel 1990 su Velvet denunciava una lunga serie di commenti e giudizi a suo dire avventati presenti nei primi tomi. Nel 1997, scrivendo del sesto volume sulle pagine de Il Mucchio Selvaggio, Guglielmi, pur riconoscendo a Scaruffi che "più di una critica è pertinente", metteva poi in dubbio la sua credibilità soprattutto per la monumentalità della sua opera e l'impossibilità di aver ascoltato interamente un numero di dischi tanto enorme da dovergli dedicare a tempo pieno circa vent'anni della sua esistenza, senza praticamente lasciar spazio ad altre attività (studi, carriera, scrittura e altro). Sulla stessa linea sono poi le critiche di Franco Fabbri "al mitico sito di Piero Scaruffi (www.scaruffi.com) dove si può trovare una "History of Rock Music (Based on the Truth)", insieme a un’infinità di altro materiale sulla popular music, che presupponendo che il curatore e autore abbia ascoltato e recensito praticamente ogni album mai uscito negli ultimi cinquant’anni, ovviamente abbonda (inopinatamente e incontrollabilmente celate in mezzo a informazioni esatte) di imprecisioni o di bufale complete".
A queste critiche rispose indirettamente lo stesso Scaruffi a un suo lettore nel suo sito che gli diceva: "Una celebre rivista italiana fece il conto di quanti dischi dovresti aver ascoltato, concludendo che è impossibile che tu sia riuscito ad ascoltare tutti quei dischi. I tuoi libri sono semplicemente "un allucinato e delirante lavoro di taglia e cuci su materiale della più diversa provenienza"". A questo Scaruffi rispose: "I libri a cui ti riferisci vennero da me pubblicati fra il 1991 e il 1996. (...) Poi dipende dai periodi. Ci sono mesi in cui viaggio e non ascolto musica. Ci sono mesi in cui non lavoro all'università e ascolto musica tutto il giorno (ma non solo rock...). Talvolta mi mantengo soltanto con le recensioni, per cui ne devo recensire più del normale (molti più di quanti ne vorrei recensire). (...) viene fuori una media di tre dischi al giorno, molto inferiore a quella del critico professionista. (...) Io scrivo dal 1970 (...). Quindi quei libri che tu non hai mai letto erano il frutto di 25 anni di ascolti (9mila giorni). Il grosso dei 5000 musicisti erano degli anni '90, quindi in realtà è nei primi anni '90 che, finanziato dall'editore, io passai quasi tutto il tempo ad ascoltare dischi (...). Ho sempre ammesso di aver scritto delle banalità, quindi non ho nulla da rispondere all'accusa del "taglia e cuci" (mi domando quale storico non fa del "taglia e cuci" quando scrive un (sic) storia di qualcosa)."
Se alcuni simpatizzanti di Piero Scaruffi ammirano spesso opere come Storia del rock (oppure History of Rock Music o lo stesso sito internet scaruffi.com) "per la sua sterminata completezza e per le sue valutazioni, a volte illuminanti, a volte discutibili, sempre stimolanti" e per la dichiarata parzialità dell'opera fin dalla prefazione che recita «questa è UNA e non LA storia del rock», altri ne ammirano l'ironia e la capacità di fare non «semplici recensioni, ma analisi approfondite, taglienti, con giudizi netti e motivati». Altri ancora ne ammirano poi l'«interessamento verso le qualità artistiche, che prescinde i gusti imposti dalla cultura mainstream, che traspare anche dai numerosi approfondimenti su gruppi e musicisti del tutto sconosciuti, molto sottovalutati e appartenenti alle scene underground». Un articolo di Vice, dedicato a scaruffi.com, sostiene che «a distanza di 20 anni è ancora un capolavoro», sottolineandone il valore precursore di "uno dei primi siti internet e probabilmente il primo in assoluto a portare il nome del suo autore" che ad oggi è "il sito internet italiano più antico ancora in attività", descrivendo anche l'attitudine dell'autore che nel corso del tempo non ha mai cambiato grafica facendolo oggi apparire come un oggetto di archeologia del web. Traccia poi una similitudine con Wikipedia per la vocazione del sito a "catalogare tutto lo scibile umano" e parlando della caoticità e della vastità di informazioni di ogni genere ivi presenti, lo paragona, con vena poetica e forse non senza ironia, allo "spaesamento" che si prova di fronte alla vastità della biblioteca di Babele di borgesiana memoria.

## Opere

### Saggi letterari
- Piero Scaruffi, Introduzione al Romanzo Contemporaneo Americano, Padova, 1989.

### Critica musicale
- Storia del rock, 6 vol., Milano, Arcana Edizioni, 1989-1997.

I, Le origini. Gli anni d'oro. 1954-1966, Milano, Arcana, 1989. ISBN 88-85859-38-0.
II, Underground & progressive, 1967-1973, Milano, Arcana, 1989. ISBN 88-85859-39-9.
III, Dal glam al punk, 1974-1980, Milano, Arcana, 1990. ISBN 88-85859-97-6.
IV, Anni '80 e oltre, 1981-1990, Milano, Arcana, 1990. ISBN 88-85859-95-X.
V, Il nuovo rock americano degli anni '90, Milano, Arcana, 1994. ISBN 88-7966-055-1.
VI, Europa, Canada, Oceania e Giappone. Gli anni '90, Milano, Arcana, 1997. ISBN 88-7966-076-4.
- Guida all'avanguardia e alla new age, con CD, Milano, Arcana, 1991. ISBN 88-85859-67-4.
- Enciclopedia della musica New Age. Elettronica, ambientale, pan-etnica, Padova, Arcana, 1996. ISBN 88-7966-073-X.
- Piero Scaruffi, A History of Rock Music 1951-2000, Iuniverse (Autoedizione), 2003, ISBN 0-595-29565-7.
- Piero Scaruffi, Una storia della Musica Rock, Iuniverse (Autoedizione), 2005, ISBN 0-595-29565-7.
- Piero Scaruffi, A History of Jazz Music 1900-2000, Omniware (Autoedizione), 2007, ISBN 978-0-9765531-3-7.
- Piero Scaruffi, A History of Popular Music before Rock Music, Omniware (Autoedizione), 2007, ISBN 978-0-9765531-2-0.
- Piero Scaruffi, A History of Rock and Dance Music, vol I, Omniware (Autoedizione), 2008, ISBN 978-0-9765531-5-1.
- Piero Scaruffi, A History of Rock and Dance Music, vol II, Omniware (Autoedizione), 2009, ISBN 978-0-9765531-6-8.
- Una storia del jazz, 2008 (Musica)

### Saggi sociologici
- Il terzo secolo. Almanacco della società americana alla fine del millennio, Milano, Feltrinelli, 1996. ISBN 88-07-81367-X.

### Libri su scienze cognitive
- L'Intelligenza Artificiale. Una guida per il programmatore, Padova, Muzzio, 1987. ISBN 88-7021-422-2.
- La mente artificiale. Realtà e prospettive della «Macchina pensante», Milano, Franco Angeli, 1989. ISBN 88-204-6805-0
- La fabbrica del pensiero. Nuove frontiere dell'intelligenza artificiale, Torino, I libri de La Stampa, 1994. ISBN 88-7783-080-8.
- Piero Scaruffi, Thinking about Thought: A Primer on the New Science of Mind, Writers Club Press, 2003, ISBN 0-595-26420-4.
- The Nature of Consciousness, Omniware, 2006, ISBN 0976553112 (Scienza)

### Poesia
- L'Ultimo, Potenza, Il salice, 1991.
- Dialogo degli Amanti, Manduria, Lacaita, 1998.